# Monellin
Monellin ist ein natürlicher Süßstoff, ein Protein, der im Fruchtfleisch des Mondsamengewächses Dioscoreophyllum cumminsii vorkommt. Es besteht aus 2 Peptidketten mit 45 und 50 Aminosäuren, die nicht kovalent miteinander verbunden sind und nur zusammen süß schmecken; dadurch ist der Süßgeschmack nicht thermostabil. Monellin ist ca. 1.500–2.500-mal so süß wie Saccharose (Haushaltszucker). Es löst auf der menschlichen Zunge eine Süßgeschmack aus, wie auch die Proteine Thaumatin, Mabinlin, Brazzein, Miraculin, Pentadin und Curculin.